# Izvorani (okręg Ilfov)
Izvorani – wieś w Rumunii, w okręgu Ilfov, w gminie Ciolpani. W 2011 roku liczyła 641 mieszkańców.